# 底江

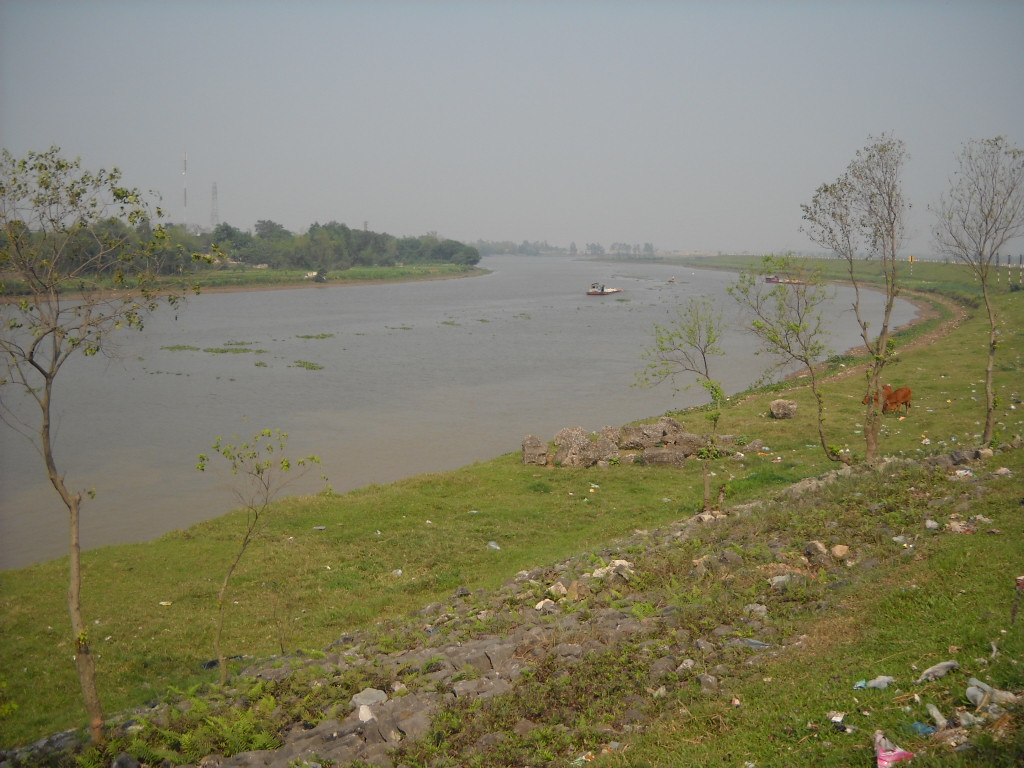
底江

底江（越南语：／），又名喝江（越南语：／），是越南北部紅河的四大支流之一（其余为沱、梂和泸三江），流經河內市、河南省和宁平省，最终在宁平省金山县底江口注入北部湾。